# Frices
Frices (em persa médio: plywky; romaniz.: Frīg; em parta: pry'k; romaniz.: Frīg; em grego clássico: Φρείκου; romaniz.: Phreíkou) foi um oficial sassânida do século III, ativo durante o reinado do xá Sapor I (r. 240–270). É conhecido apenas a partir da inscrição Feitos do Divino Sapor segundo a qual era sátrapa (governador) de Bendosabora. Faz parte de um grupo de sete governadores só conhecidos a partir dessa inscrição, mas a julgar que está entre os dignitários da corte de Sapor, devia ter posição elevada. Essa ideia é reforçada por receber sacrifícios ordenados pelo rei. Na lista aparece em primeiro entre os sátrapas e em décimo oitavo entre os dignitários.